# Sant Martí de Vilanoveta

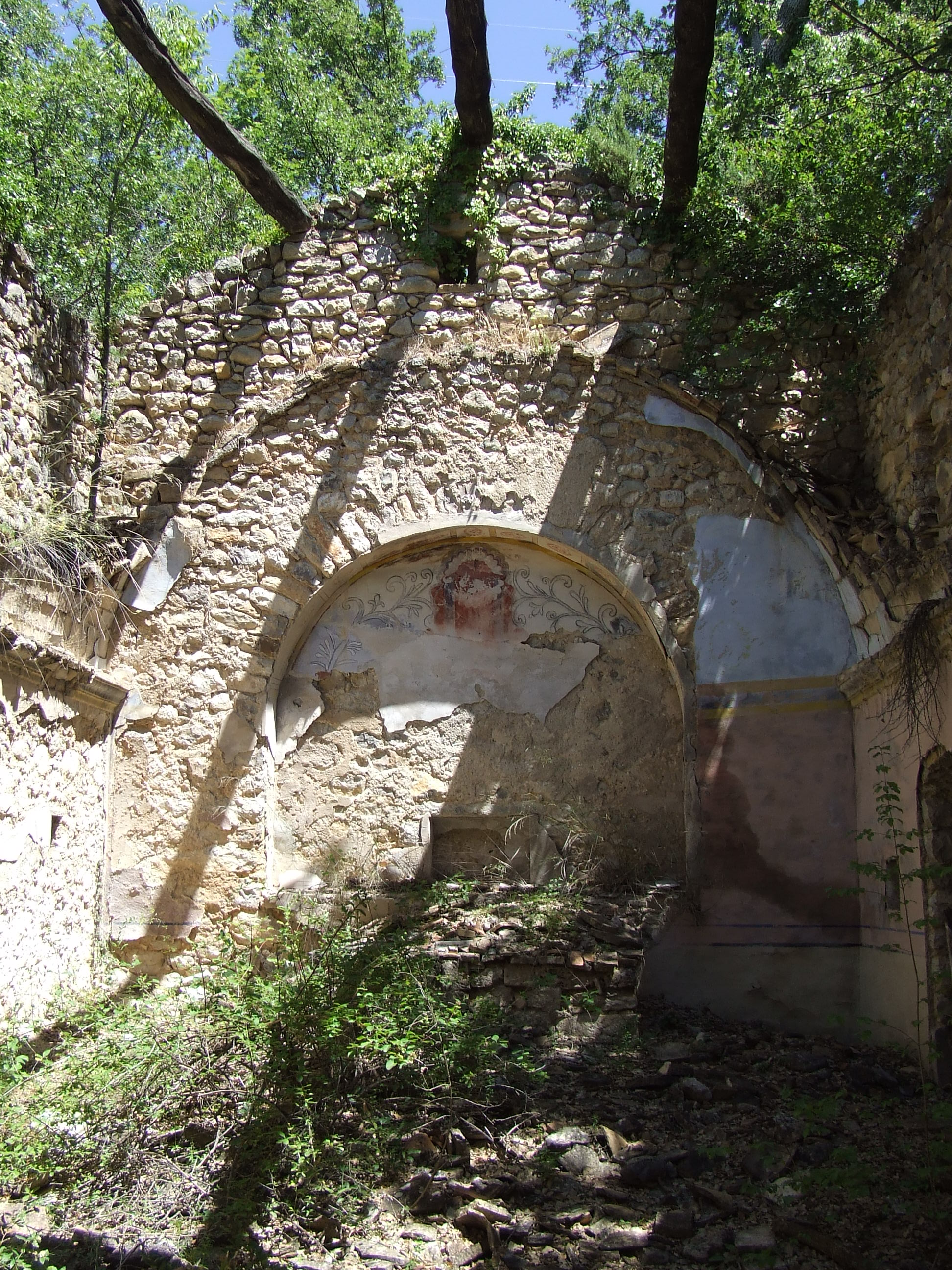
El presbiteri

Sant Martí de Vilanoveta, o del Mas de Vilanova, és l'antiga església parroquial del poble, ara abandonat, del Mas de Vilanova, o Vilanoveta, del municipi de Conca de Dalt, al Pallars Jussà, dins de l'antic terme d'Hortoneda de la Conca.
Està situada a la caseria dispersa de Vilanoveta, al nord-oest de Casa Toà i al sud-est de Casa Janotet.

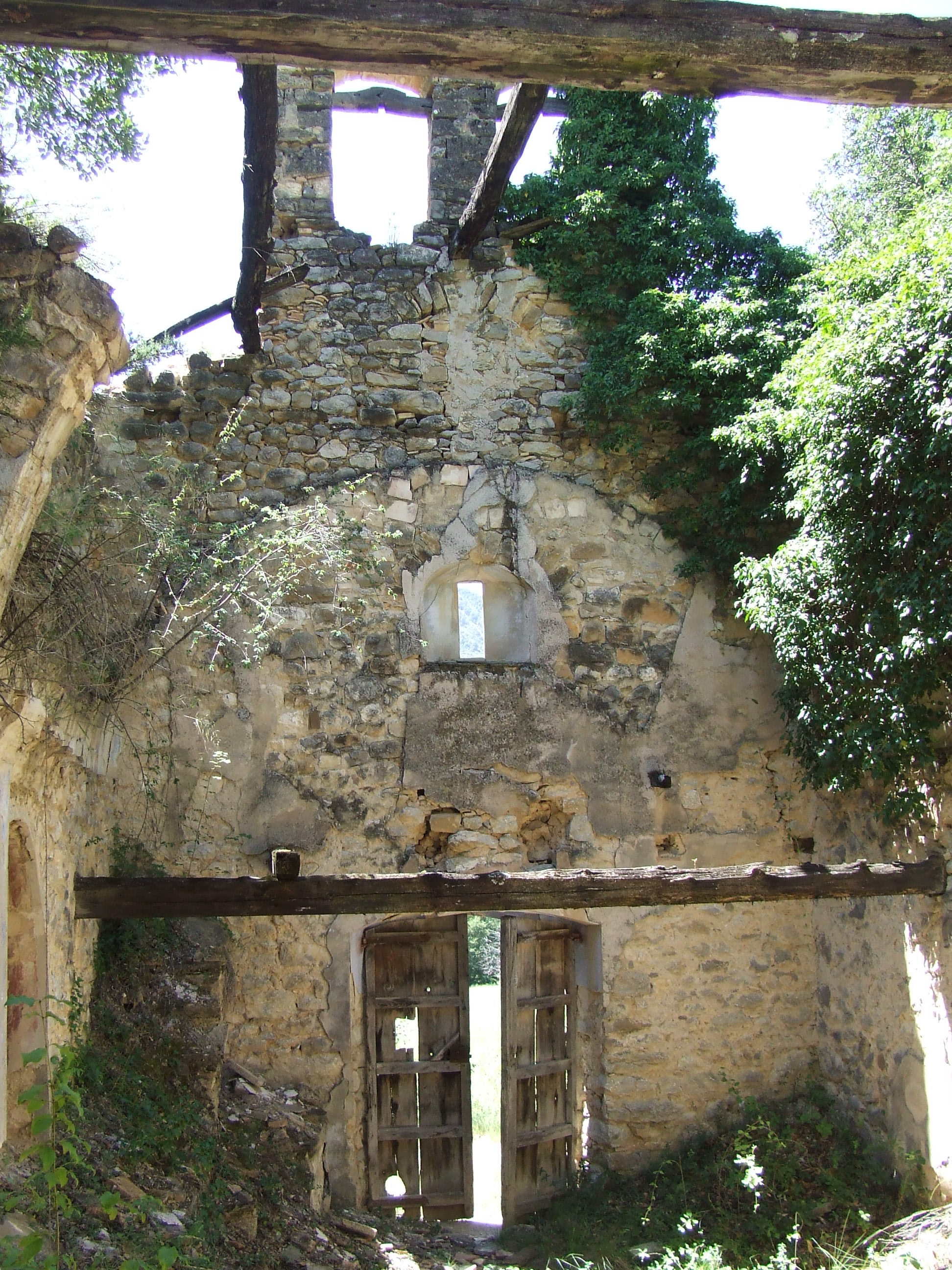
Extrem meridional de la nau

Es tracta d'una senzilla construcció rural, no anterior a l'edat moderna. Consta d'una sola nau, orientada de sud a nord, sense absis exempt. A l'angle nord-est serva un habitacle de no gaire alçada coberta amb volta de canó que podria ser l'element més antic del conjunt. No disposa de campanar, sinó d'una espadanya de dos ulls que corona la façana meridional del temple.
De l'època romànica, sembla conservar pocs elements: una part del mur meridional, on hi ha l'espadanya i la porta d'accés, i, potser, l'habitacle de volta de canó de l'angle nord-est, que podria haver servit de sagristia, tot i que és de molt poca alçada.

## Enllaços externs

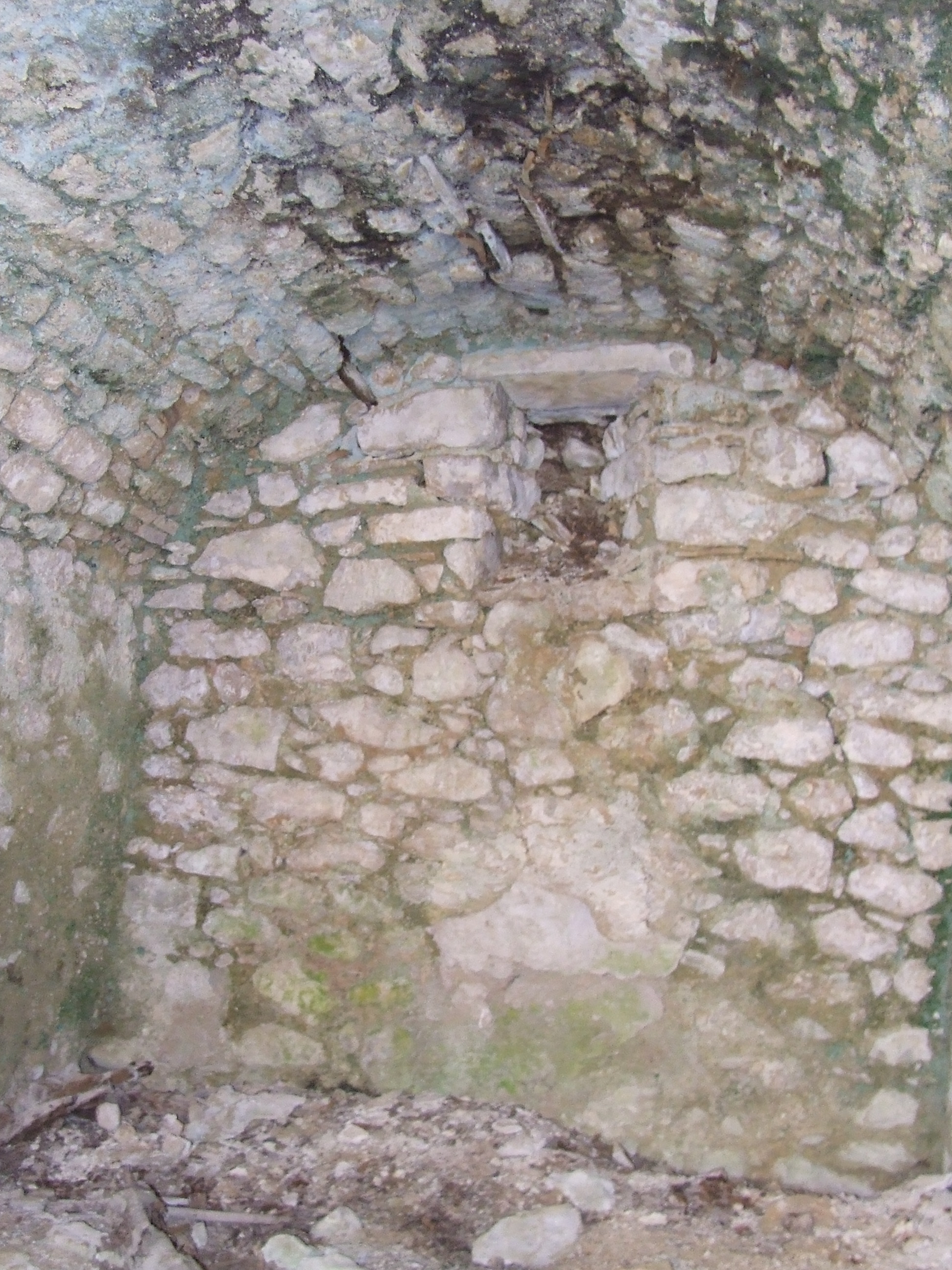
Possible sagristia